# Astragalus amphioxys
Astragalus amphioxys, nome comum astrálogo crescente, é uma planta encontrada no sudoeste americano.

## Usos
Os Zuni usam a planta medicinalmente. A raiz fresca ou seca é mastigada por um curandeiro antes de chupar picada de cobra e cataplasma aplicado na ferida.